# ولدوا بالأمس (فلم)
ولدوا بالأمس (بالإنجليزية: Born Yesterday) هو فيلم كوميدي دراما تم إنتاجه في الولايات المتحدة وصدر في سنة 1950. الفيلم من إخراج جورج كوكور.

## طاقم التمثيل
- برودريك كروفورد
- ويليام هولدن

### ترشيحات وجوائز
| السنة | الحدث | الفئة             | النتيجة |
| ----- | ----- | ----------------- | ------- |
|       |       | أوسكار أفضل ممثلة | فوز     |

## الميزانية والإيرادات
حقق أرباحا تقدر بـ 4.15 مليون دولار ( rentals).

## وصلات خارجية
- مقالات تستعمل روابط فنية بلا صلة مع ويكي بيانات

1. ↑  "معلومات عن ولدوا بالأمس (فيلم) على موقع rottentomatoes.com". rottentomatoes.com. مؤرشف من الأصل في 2017-01-28.
2. ↑  "معلومات عن ولدوا بالأمس (فيلم) على موقع tcm.turner.com". tcm.turner.com. مؤرشف من الأصل في 2019-12-16.
3. ↑  "معلومات عن ولدوا بالأمس (فيلم) على موقع kinenote.com". kinenote.com. مؤرشف من الأصل في 2019-12-15.